# Schwarzatal
Schwarzatal ist eine Stadt und eine Landgemeinde, die zum 1. Januar 2019 gebildet wurde und der Verwaltungsgemeinschaft Schwarzatal im Landkreis Saalfeld-Rudolstadt im deutschen Freistaat Thüringen angehört. Im Stadtgebiet lebten am 31. Dezember 2024 rund 3300 Einwohner.
Schwarzatal wurde nach dem Tal der Schwarza benannt.

## Geographie

### Nachbargemeinden
Schwarzatal grenzt im Norden beginnend und im Uhrzeigersinn an folgende Städte und Gemeinden: Königsee, Unterweißbach, Deesbach, Cursdorf, Katzhütte (alle Landkreis Saalfeld-Rudolstadt) und Großbreitenbach (Ilm-Kreis).

### Stadtgliederung
Die Stadt besteht aus den vier Ortsteilen Lichtenhain/Bergbahn, Mellenbach-Glasbach (bestehend aus den Orten Blumenau, Glasbach, Mellenbach, Obstfelderschmiede und Zirkel), Meuselbach-Schwarzmühle (bestehend aus den Orten Meuselbach und Schwarzmühle) und Oberweißbach/Thüringer Wald.
Die beiden Ortsteile Lichtenhain/Bergbahn und Oberweißbach/Thüringer Wald haben eine gemeinsame Ortschaftsverfassung gemäß § 45a Thüringer Kommunalordnung. Dies bedeutet, dass ein gemeinsamer Ortschaftsbürgermeister sowie ein gemeinsamer Ortschaftsrat bestehen. Die beiden anderen Ortsteile haben jeweils eine eigene Ortschaftsverfassung.

## Geschichte

### Gründung der Landgemeinde
Im Rahmen der freiwilligen Zusammenschlüsse der Gebietsreform 2019 verständigten sich die Stadt Oberweißbach/Thüringer Wald sowie die Gemeinden Meuselbach-Schwarzmühle und Mellenbach-Glasbach auf eine Fusion zum 1. Januar 2019. Mellenbach-Glasbach gehörte zur Verwaltungsgemeinschaft Mittleres Schwarzatal, Oberweißbach/Thür. Wald und Meuselbach-Schwarzmühle zur Verwaltungsgemeinschaft Bergbahnregion/Schwarzatal. Beide Verwaltungsgemeinschaften wurden ebenfalls zum 1. Januar 2019 aufgelöst und stattdessen die Verwaltungsgemeinschaft Schwarzatal gebildet, die ihren Sitz in der Stadt Schwarzatal hat.

### Einwohnerentwicklung
In der nachstehenden Tabelle ist die Entwicklung der Einwohnerzahl seit der Gründung der Gemeinde 2019 dargestellt. Ermittelt wurden die Werte jeweils zum Stichtag 31. Dezember.
| Jahr | Einwohner |
| ---- | --------- |
| 2019 | 3543      |
| 2020 | 3504      |
| 2021 | 3427      |
| 2022 | 3424      |
| 2023 | 3386      |
| 2024 | 3319      |

## Politik

### Stadtrat
Der Stadtrat von Schwarzatal wurde erstmals bei den Kommunalwahlen in Thüringen am 26. Mai 2019 gewählt. Der zweite Stadtrat wurde bei den Kommunalwahlen in Thüringen am 26. Mai 2024 bestimmt.
| Parteien und Wählergemeinschaften | 2019   | 2019   | 2024          | 2024   |
| Parteien und Wählergemeinschaften | %      | Sitze  | Stimmenanteil | Sitze  |
| Freie Wähler                      | 39,0 % | 6      | 25,5 %        | 4      |
| SPD / Freie Liste                 | 22,4 % | 4      | 18,7 %        | 3      |
| Feuerwehrverein Schwarzatal       | 18,9 % | 3      | 14,2 %        | 2      |
| Bürger fürs Schwarzatal / CDU 1)  | 14,5 % | 2      | 37,6 %        | 6      |
| Die Linke                         | 5,2 %  | 1      | 4,1 %         | 1      |
| Gesamt                            | 100 %  | 16     | 100 %         | 16     |
| Wahlbeteiligung                   | 69,9 % | 69,9 % | 64,3 %        | 64,3 % |

1) 2019 als CDU angetreten

### Bürgermeisterin
Die erste Bürgermeisterin der Stadt Schwarzatal ist Kathrin Kräupner (parteilos, unterstützt durch Freie Wähler, SPD, Feuerwehrverein Schwarzatal und DIE LINKE). Sie setzte sich am 26. Mai 2019 im ersten Wahlgang mit 71,0 % der abgegebenen gültigen Stimmen gegen einen Mitbewerber durch.
Zu ihrem Nachfolger wurde in der Stichwahl am 11. Mai 2025 Frank Müller (Freie Wähler) mit 57,5 % der abgegebenen gültigen Stimmen gewählt, zum ersten Wahlgang am 27. April 2025 hatte es drei Bewerber gegeben. Der Amtswechsel steht noch aus.

## Verkehr

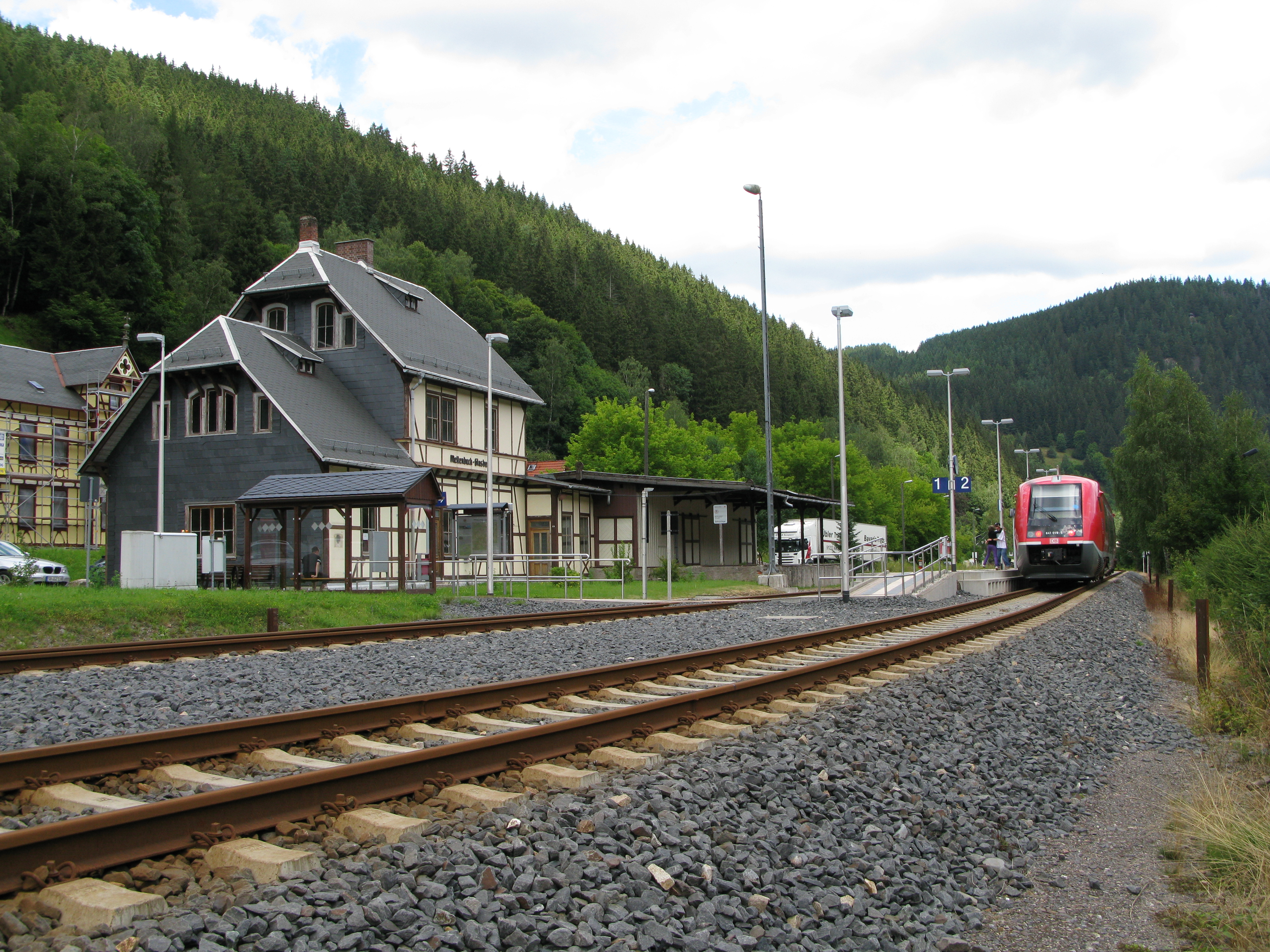
Bahnhof Mellenbach-Glasbach an der Schwarzatalbahn

Das Stadtgebiet wird durch mehrere Bahnstrecken erschlossen. Die Stationen Obstfelderschmiede, Mellenbach-Glasbach und Meuselbach-Schwarzmühle liegen an der Schwarzatalbahn. Obstfelderschmiede und Lichtenhain werden durch die 1,4 km lange Standseilbahn der Oberweißbacher Bergbahn verbunden, an die sich die Flachstrecke über Oberweißbach-Deesbach nach Cursdorf anschließt.